# إنيز آشر
إنيز آشر (بالإنجليزية: Inez Asher)‏ (1911، دي موين في الولايات المتحدة - 8 مايو 2006، يونكيرس في الولايات المتحدة)؛ كاتِبة مُتخصِّصة في أدب الأطفال، سيناريست وروائية أمريكية.

## روابط خارجية
- إنيز آشر على موقع IMDb (الإنجليزية)